# Karl-Heinz Irmer
Karl-Heinz Irmer (22. srpnja 1903. – 8. studenog 1975.) je bivši njemački hokejaš na travi. 
Osvojio je brončano odličje na hokejaškom turniru na Olimpijskim igrama 1928. u Amsterdamu igrajući za Njemačku. Na turniru je odigrao dva susreta. Igrao je u srednjem redu.

## Vanjske poveznice
- Profil na Database Olympics